# Sinclair Lewis
Harry Sinclair Lewis (Sauk Centre, 7 februari 1885 – Rome, 10 januari 1951) was een Amerikaans schrijver. In 1930 was hij de eerste Amerikaan die de Nobelprijs voor Literatuur won.

## Biografie

### Leven
Op jonge leeftijd leerde hij lezen en hield hij een dagboek bij. Op 13-jarige leeftijd probeerde hij zonder succes van huis weg te lopen om mee te vechten in de Spaans-Amerikaanse Oorlog. Als jongeman al probeerde hij zijn sociale idealen te verwezenlijken.  Op 23-jarige leeftijd liep hij weg uit de colleges en werd portier van de Helicon House Colony, een utopisch socialistische gemeenschap, gesticht door Upton Sinclair. Nadat een grote brand het pand had vernietigd, werd hij vrije journalist in New York, maar slaagde er nauwelijks in om het hoofd boven water te houden. In 1907 probeerde hij werk te krijgen bij de kanaalbouw in Panama, maar ook dat werd geen succes.
In 1908 studeerde hij af aan Yale University en behaalde hij zijn B.A.-graad. Lewis begon zijn schrijverscarrière met romantische gedichten en verhalen. In 1912 publiceerde hij zijn eerste werk, het jongensboek Hike and the Aeroplane onder het pseudoniem Tom Graham. Lewis was een krachtige persoonlijkheid, die altijd onderweg was, heel Amerika als journalist heeft doorkruist en jarenlang in Europa heeft gewoond. Zijn kritiek op de Amerikaanse zelfgenoegzaamheid heeft hem veel miskenning en vijandschap gebracht.
Hij trouwde twee keer, met Grace Livingston Hegger en later met Dorothy Thompson, maar beide huwelijken werden ontbonden. Een van zijn beide zonen sneuvelde in de Tweede Wereldoorlog.
Alcoholverslaving speelde een belangrijke rol in zijn leven. Hij overleed vereenzaamd in 1951 in Rome, aan een hartkwaal die het gevolg was van zijn alcoholisme.

### Werk
Sinclair Lewis was een belangrijke figuur in de beweging, die in de jaren twintig in Amerika bestaande vooroordelen, verstarringen en onzedelijke toestanden wilde vernietigen. Als satiricus was hij niet alleen vlijmscherp, maar amuseerde hij ook zijn lezers. Met Mainstreet (1920) werd hij beroemd en daarna volgden Babbitt (1922), Arrowsmith (1925), Elmer Gantry (1927) en Dodsworth (1929). Daarna zakten zijn werken af tot een middelmatig niveau. In 1926 won hij de Pulitzer-prijs, die hij weigerde, voor Arrowsmith. De winnaars van deze prijs gaven uitdrukking aan "de heilzame, gezonde aspecten van het Amerikaanse leven" en daarmee zou hij zijn eigen werk hebben verloochend. Elmer Gantry, een boek over een opportunistische priester, werd verboden in Boston en andere Amerikaanse steden, wat ook al eens het geval was geweest bij eerdere boeken en wat later ook nog zou gebeuren. Bij zijn ontvangsttoespraak na het verkrijgen van de Nobelprijs beklaagde hij zich erover dat veel Amerikanen nog steeds bang waren voor literatuur waarin niet slechts alles wat Amerikaans is verheerlijkt wordt. Toch zou de centristische en op al wat Amerikaans was gerichte Saturday Evening Post zijn eerste werk ontdekken en publiceren.

### Selectie van zijn werken
Mainstreet is het prototype van de Amerikaanse kleine provinciestad. Het boek handelt over het dorp Gopher Prairie met drieduizend inwoners, er is een ordeloze hoofdstraat met een paar zijstraten, alles is er naargeestig en de inwoners zijn kleinburgerlijk en bekrompen. De mensen zijn eenvoudig en vriendelijk, maar worden gekenmerkt door achterlijkheid en kinderlijke naïviteit. Dit soort dorpen liggen bij tientallen langs de weg, er is geen vooruitgang, alleen verstarring. Lewis laat hier het heel kleine Amerika zien, dat contrasteert met de grootte en de vaart van het immense land. Hoofdpersoon is Carol Kennicott, getrouwd met de plaatselijke plattelandsarts en daardoor gedwongen om in Gopher Prairie te wonen. Zij kan haar tegenzin niet overwinnen, gaat alleen wonen in Washington, maar na een paar jaar komt ze terug en aanvaardt gedwee haar lot. In Babbitt is de gelijknamige hoofdpersoon zelfvoldaan, dom, bekrompen, conservatief, maar ook een gewiekste zakenman met een druk sociaal leven. Dan probeert hij zich in een drang naar vrijheid aan alle conventies te onttrekken, maar na een reeks minder plezierige ervaringen met radicale politici en bohemiens keert hij terug naar waar hij hoort: het traditionele wereldje van de gezeten burger. Arrowsmith houdt zich bezig met de schandalen in de medische wereld, gesitueerd in de universiteit van Winnemaa, waar geld verdienen het enige oogmerk is van de studenten. Corruptie viert er hoogtij. De hoofdpersoon vlucht uiteindelijk met een vriend de wildernis van een West-Indisch eiland in, waar hij zich kan wijden aan wetenschappelijk werk. In Elmer Gantry valt Lewis de kerken aan, verschillende bijbelopvattingen en christelijke dogma's. Ook verzet hij zich tegen de Prohibition-wet, die Amerika drooglegde, terwijl het hele land door allerlei trucs zwolg in de drank. Dodsworth is een felle satire over een echtpaar, dat een lange reis naar Europa maakt. In al deze romans komt het vluchtmotief naar voren en de mens die altijd op reis is, maar uiteindelijk naar zijn thuis verlangt, zoals Lewis dat zijn hele leven deed. Zijn laatste grote werk was It Can't Happen Here waarin de Verenigde Staten na de verkiezingsoverwinning van Berzelius "Buzz" Windrip omgevormd worden tot een fascistische dictatuur. Een poging dit boek te verfilmen werd tegengehouden.

## Verfilmingen
- 1916: Nature Incorporated (gebaseerd op verhaal)
- 1919: The Unpainted Woman (gebaseerd op kortverhaal)
- 1922: Free Air (gebaseerd op roman)
- 1923: Ghost Patrol (gebaseerd op kortverhaal)
- 1923: Abysmal Brute (gebaseerd op verhaal verkocht aan Jack London)
- 1923: Main Street (gebaseerd op roman)
- 1924: Babbitt (gebaseerd op roman)
- 1926: Mantrap (gebaseerd op roman)
- 1931: Newly Rich (gebaseerd op Let's Play King) aka. Forbidden Adventure (1931)
- 1931: Arrowsmith (gebaseerd op roman)
- 1933: Ann Vickers (gebaseerd op roman)
- 1936: Babbitt (gebaseerd op roman)
- 1936: Dodsworth (gebaseerd op roman)
- 1936: I Married a Doctor (gebaseerd op Main Street)
- 1940: Untamed (gebaseerd op Mantrap)
- 1944: This is the Life (gebaseerd op toneelstuk)
- 1947: Fun and Fancy Free (gebaseerd op "Bongo")
- 1947: Bongo (gebaseerd op kortverhaal)
- 1947: Cass Timberlane (gebaseerd op roman)
- 1960: Elmer Gantry (gebaseerd op roman)
- 1999: Arrowsmith (Tsjechische mini-serie)

## Wetenschappelijke essays
Deze wetenschappelijke werken zijn primaire en secundaire bronnen met betrekking tot het leven en werk van Sinclair. Ze verwijzen ook direct naar een roman van Sinclair.
- Allen, Dennis. The Wilderness Convention in Main Street, Babbitt, and Arrowsmith. Gypsy Scholar 6 (1979): 74-92.
- Blanchard, Lydia. Gray Darkness and Shadowy Trees': Carol Kennicott and the Good Fight for Utopia Now. Sinclair Lewis at 100: Papers Presented at a Centennial Conference. Ed. Michael Connaughton. St. Cloud: St. Cloud University, 1985. 125-33.
- Brooks, Jon William. Sinclair Lewis's Liminal Entities. Diss. University of Alabama, 1992. DAI 52 (1992): 4326A.
- Bucco, Martin. Introduction. Main Street. By Sinclair Lewis. New York: Penguin, 1995. vii-xxi.
- Carothers, James B. Midwestern Civilization and Its Discontents: Lewis's Carol Kennicott and Roth's Lucy Nelson. Midwestern Miscellany 9 (1981): 21-30.
- Coard, Robert L. Edith Wharton's Influence on Sinclair Lewis. Modern Fiction Studies 31 (1985): 511-27.
- Coblentz, Stanton A. Main Street. Bookman 52 (Jan. 1921): 357-58.
- Cohen, Paula Marantz. Return to Main Street: Sinclair Lewis and the Politics of Literary Reputation. Sinclair Lewis: New Essays in Criticism.   Ed. James M. Hutchisson. Troy, New York: Whitston, 1997. 5-20.C
- Coleman, Arthur. The Americanization of H. G. Wells: Sinclair Lewis' Our Mr. Wrenn. Modern Fiction Studies (1985): 495-501.
- Crowe, David. Illustrations as Interpretation: Grant Wood's 'New Deal' Reading of Sinclair Lewis's Main Street. Sinclair Lewis at 100: Papers Presented at a Centennial Conference. Ed. Michael Connaughton. St. Cloud: St. Cloud State University, 1985. 95-111.
- Cypert, Rick. Intellectuals, Introverts, and Cranks: What the Misfits Tell Us about Small Town Life. Markham Review 16 (1986): 3-7.
- Davenport, F. Garvin. Gopher-Prairie-Lake-Wobegon: The Midwest as Mythical Space. Sinclair Lewis at 100: Papers Presented at a Centennial Conference. Ed. Michael Connaughton. St. Cloud: St. Cloud State University, 1985. 171-77.
- Eby, Clare Virginia. 'Extremely Married': Marriage as Experience and Institution in The Job, Main Street, and Babbitt. Sinclair Lewis: New Essays in Criticism. Ed. James M. Hutchisson. Troy, New York: Whitston, 1997. 38-51.
- Fisher, Joel. Sinclair Lewis and the Diagnostic Novel: Main Street and Babbitt. Journal of American Studies 31 (1986): 421-33.
- Fleming, Robert E. Introduction. Free Air. By Sinclair Lewis. Lincoln: University of Nebraska P, 1993. v-x.
- Fleming, Robert E. The Influence of Main Street on Nella Larson's Quicksand. Modern Fiction Studies 20 (1986): 421-33.
- Frank, Linda Pinsker. Bovarysm, Its Concept and Applications to Literature: Stendhal, Flaubert, Hardy, Alas, and Lewis. Diss. Purdue University, 1986. DAI 46.7 (1986): 1931-1932A.
- Grabbe, Hans-Jurgen. The Ideal Type of Small Town: Main Street in a Social Science Context. Amerikastudien 32 (1987): 181-90.
- Grebstein, Sheldon N. Sinclair Lewis in Retrospect. Gazette of the Grolier Club N.S. 37 (1985): 35-44.
- Gross, Barry. The Revolt That Wasn't: The Legacies of Critical Myopia. CEA Critic 39.2 (1977): 4-8.
- Hapke, Laura. Tales of the Working Girl: Wage-Earning Women in American Literature, 1890-1925. Boston: Twayne-Macmillan, 1992.
- Hutchisson, James M. The Rise of Sinclair Lewis, 1920-1930. University Park: Pennsylvania State U P, 1996.
- Knodel, Bea. For Better or for Worse... Modern Fiction Studies 31 (1985): 555-63.
- Kraft, Stephanie. Sinclair Lewis: No Castles on Main Street. Chicago: Rand McNally, 1979. 145-51.
- Lincoln, Eleanor H. Carol Kennicott, Survivor. Sinclair Lewis at 100: Papers Presented at a Centennial Conference. Ed. Michael Connaughton. St. Cloud: St. Cloud State University, 1985. 245-52.
- Love, Glen A. New Pioneering on Prairies: Nature, Progress, and the Individual in the Novels of Sinclair Lewis. American Quarterly 25 (1973): 558-77.
- Lundquist, James. The Sauk Centre Sinclair Lewis Didn't Write About. Critical Essays on Sinclair Lewis. Ed. Martin Bucco. Boston: G. K. Hall, 1986. 221-33.
- MacDonald, R.D. Measuring Leacock's Mariposa against Lewis's Gopher Prairie: A Question of Monuments. Dalhousie Review 71 (1991): 84-103.
- Marshall, James. Pioneers of Main Street. Modern Fiction Studies 31 (1985): 529-45.
- Martin, Edward A. The Mimic as Artist: Sinclair Lewis. H.L. Mencken and the Debunkers. Athens: U of Georgia P, 1984. 115-38.
- Meyer, Wayne H. From Gopher Prairie to Lake Wobegon, Minnesota: From Sinclair Lewis and Garrison Keillor on the Small Town Experience. Centennial Review 31 (1987): 432-46.
- Miller, John E. The Distance between Gopher Prairie and Lake Wobegon: Sinclair Lewis and Garrison Keillor on the Small Town Experience. Centennial Review 31 (1987): 432-46.
- Morgan, William T. Sauk Centre as Artifcat: The Town as Seen in History, Painting, Architecture, and Literature. Sinclair Lewis at 100: Papers Presented at a Centennial Conference. Ed. Michael Connaughton. St. Cloud: St. Cloud State University, 1985. 113-23.
- Norris, George O., III. They Are Such Things as Dreams Are Made On: A Study of Carol Kennicott and Emma Bovary. McNeese Review 26 (1979-1980): 35-39.
- Oehlschaeger, Fritz H. Hamlin Garland and the Pulitzer Prize Controversy of 1921. American Literature 51 (1979): 409-14.
- Parry, Sally E. Gopher Prairie, Zenith, and Grand Republic: Nice Places to Visit, but Would Even Sinclair Lewis Want to Live There? Midwestern Miscellany 20 (1992): 15-27.
- Piacentino, Edward J. Main Street Comes to Tennessee: A Southern Rendition of 'The Revolt from the Village.' Sinclair Lewis at 100: Papers Presented at a Centennial Conference. Ed. Michael Connaughton. St. Cloud: St. Cloud State University, 1985. 45-56.
- Ryder, Mary R. Sinclair Lewis and Willa Cather: The Intersectin of Main Street with One of Ours. Sinclair Lewis: New Essays in Criticism. Ed. James M. Hutchisson. Troy, New York: Whitston, 1997. 147-61.
- Salamone, Frank A. The Reproduction of Main Street: The American Diplomatic Corps in Nigeria. Mosaic 26.4 (1993): 87-102.
- Shang, Dezhong. On the Main Characters in Sinclair Lewis's Main Street. Foreign Literatures 2 (1987): 70-73.
- Shulman, David. A Sinclair Lewis Word Play. American Speech 67.1 (1992): 112.
- Town, Caren J. 'A Scarlet Tanager on an Ice-Floe': Women, Men, and History on Main Street. Sinclair Lewis: New Essays in Criticism. Ed. James M. Hutchisson. Troy, New York: Whitston, 1997. 80-93.
- Turim, Maureen. I Married a Doctor: Main Street Meets Hollywood. The Classic American Novel and the Movies. Ed. Gerald Peary and Roger Shatzkin. New York: Ungar, 1977. 206-17.
- Updike, John. Exile on Main Street. New Yorker, 17 May 1993, 91-97.
- Van Doren, Carl. Introduction. Main Street. Cleveland: World Publishing, 1946. 7-9.
- Vidal, Gore. The Romance of Sinclair Lewis. New York Review of Books 39 (8 October 1992): 14, 16-20.
- Watts, Emily Stipes. The Businessman in American Literature. Athens: U of Georgia P, 1982.
- Wershoven, Carol. Designs for Marriage: Revision and Reversal. Child Brides and Intruders. Bowling Green: Bowling Green State University Popular Press, 1993. 243-54.
- Williams, James. Gopher Prairie or Prairie Style? Wright and Wharton Help Dodsworth Find His Way Home. Sinclair Lewis: New Essays in Criticism. Ed. James M. Hutchisson. Troy, New York: Whitison, 1997. 125-46.
- —. Main Street: The Revolt of Carol Kennicott. New York: Twayne, 1993.
- —. 'Yours Sincerely, Sinclair Levy': Lewis and the Jews. Sinclair Lewis at 100: Papers Presented at a Centennial Conference. Ed. Michael Connaughton. St. Cloud: St. Cloud State University, 1985. 1-9.
- —. The Western Writings of Sinclair Lewis. A Literary History of the West. Ed. Max Westbrook and James H. Maguire. Fort Worth: Texas Christian U P, 1987. 754-63.